# ختم

ختم النبي محمد، يُقرأ (محمد رسول الله).

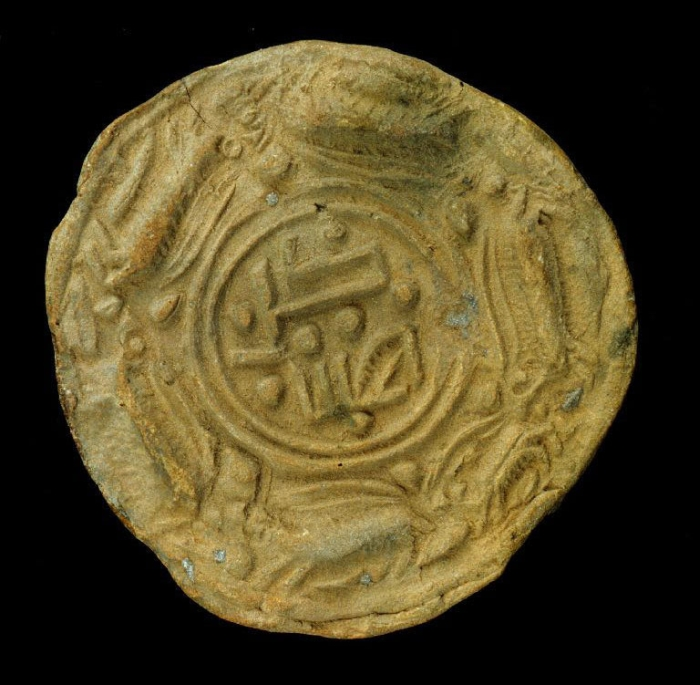
ختم أثري كان يُختم به الخبز مكتوب عليه «كل هنيئا» بالخط الكوفي.

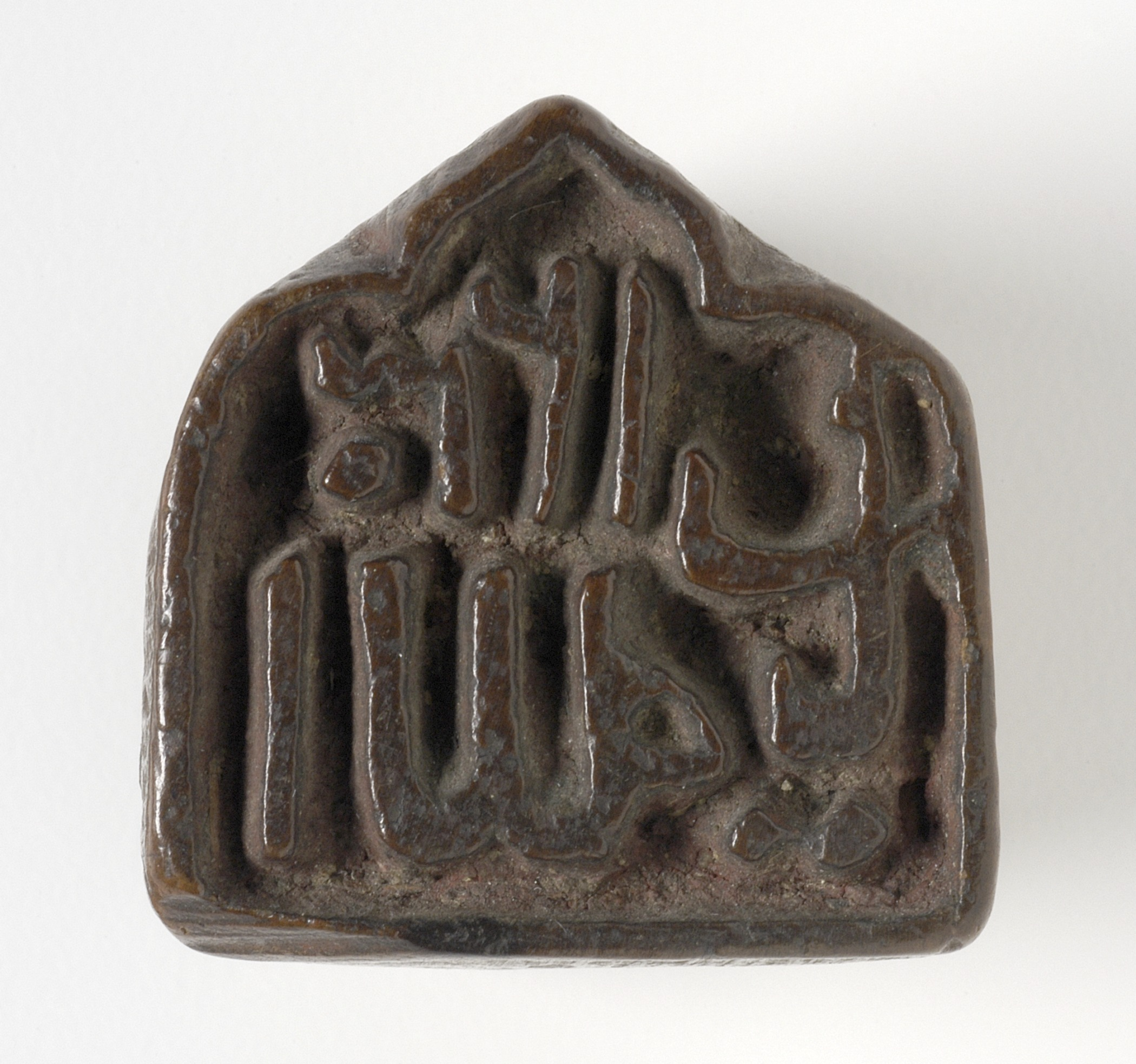
ختم خشبي من العهد العثماني، (يقرأ بالمقلوب لأنه يختم بالحبر فيظهر المكتوب معكوسا) «يا الله» و«1230» وهو التاريخ الهجري.

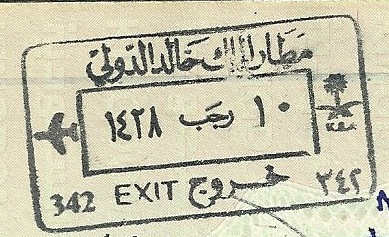
ختم خروج من مطار الملك خالد الدولي بالمملكة العربية السعودية.

الختم (الجمع: أَخْتَام، خُتُوم، خُتُومَات) وهو قالب يُعنى به ترك علامات مطابقة مرات متكررة.

## الأصل اللغوي
- خَتَم الشيء من باب ضرب فهو مَخْتُومٌ ومُخَتَّم شدد للمبالغة، وخَتَمَ الله له بخير وختم القرآن بلغ آخره؛ واخْتَتَمَ الشيء ضد افتتحه، والخَاتَمُ بفتح التاء وكسرها والخَيْتامُ والخَاتَامُ كله بمعنى والجمع الخَوَاتِيمُ، وتَخَتَّمَ لبس الخاتم وخاتِمةُ الشيء آخره ورسول الله محمد ﷺ خاتم الأنبياء، والخِتَامُ الطين الذي يختم به؛ وقوله تعالى: ﴿خِتَامُهُ مِسْكٌ وَفِي ذَلِكَ فَلْيَتَنَافَسِ الْمُتَنَافِسُونَ ۝٢٦﴾ [المطففين:26] أي آخره لأن آخر ما يجدونه رائحة المسك.[2][3]

## التاريخ
استعملت الأختام الطينية المنقوشة بتصميم بسيط منذ سنة 5000 ق.م. وكانت تطبع على الأبواب المخصصة لحيازة وحفظ السلع. كما عُثر عليها على الأكياس والسلال التي كانت تنقل بنهري دجلة والفرات. وفي عام 3500 ق.م. اختُرع الختم الأسطواني ويظهر هذا الحجر الأخضر والذي طوله 3.9 سنتيمترا والذي يعود تاريخه إلى 2300 ق.م. وعليه الآلهة من ذكور وإناث وتُعُرّف عليهم من خلال خوذاتهم ذوات القرون كالإلهة عشتار وإله الشمس شمش وإله الماء إنكي يتبعه وزيره. أختام كرمة يرجع تاريخها للأسرالمصرية 12-15. ومن بينها أختام محلية الصنع مصنوعة من العاج، أوالعظم أو الصلصال مسطحة أو جعرانية الشكل أو محفورة بأنماط زخارف هندسية شبكية قائمة على المثلثات المحفورة.ووجدت أختام المكاتب الإدارية في القصر وبالقرب من بوابات المدينة. وأختام مصرية الصنع، متماثلة مع تلك التي تمَّ الكشف عنها في المواقع النوبية، والتي ترجع للنصف الثاني من المملكة الوسطى تصاميم زهرية أو لوالبية أ وألقاب أو أسماء لبعض صغار الموظفين أو من ذوى المناصب العليا في الحكومة مثل نائب الحاكم أو المبعوث الملكى. كما وجدت أختام مغطاة بنقوش حيوانات أو بأشكال أو أسماء ملكية يرجع تاريخها للأسرة المصرية 15م. وفي كرمة اكتشفت اختام تسلط ضوءاً على العلاقات كانت متطورة بين كرمة ومصر. ومعظم هذه الأختام اكتشفت بالمخازن والهياكل في المنطقة المحيطة بالدفوفة الغربية، أو في الجبانات المجاورة للهيكل. ويرجع تاريخها للأسرالمصرية 12-15. ومن بينها أختام محلية الصنع مصنوعة من العاج، أوالعظم أو الصلصال مسطحة أو جعرانية الشكل أو محفورة بأنماط زخارف هندسية شبكية قائمة على المثلثات المحفورة.ووجدت أختام المكاتب الإدارية في القصر وبالقرب من بوابات المدينة. وأختام مصرية الصنع، متماثلة مع تلك التي تمَّ الكشف عنها في المواقع النوبية، والتي ترجع للنصف الثاني من المملكة الوسطى تصاميم زهرية أو لوالبية أ وألقاب أو أسماء لبعض صغار الموظفين أو من ذوى المناصب العليا في الحكومة مثل نائب الحاكم أو المبعوث الملكى. كما وجدت أختام مغطاة بنقوش حيوانات أو بأشكال أو أسماء ملكية يرجع تاريخها للأسرة المصرية 15م.. وخلال سنتي 2200ق.م. 1800 ق.م. ازدهرت التجارة بين بلاد الرافدين والهند عبر الخليج. وكان أهم التجارات أختام العلامات الدائرية [الإنجليزية] لتي عرفت بالأختام الفارسية الممهرة بالحيوانات وتتسم بالتجريدية ز وبعضها كان عليه الثور المحدب وكتابات هندية. وكانت مصنوعة من الحجر الناعم وكان لها نتوء مثقوب لتعليقها. ومنذ حوالي سنة 2000 ق.م. استبدلت الأختام الخليجية الفارسية بأختام دلمون [الإنجليزية] وكان نتوؤها أقل، ومحززة بثلاثة خطوط متوازية.